# Joseph Louis Victor Greiner
Baron Joseph Louis Victor Greiner (* 16. Mai 1773 in Straßburg; † 21. September 1838 in Versailles) war ein Soldat der  französischen Armee, der aufgrund seiner Tapferkeit in den Napoleonischen Kriegen in die Ehrenlegion aufgenommen wurde.

## Leben
Joseph Louis Victor Greiner trat kurz nach Ausbruch der Französischen Revolution am 27. Dezember 1789 als Kanonier in das zweite in Metz stationierte Artillerieregiment zu Fuß ein. Am 1. Mai 1792 wechselte er zum 1. Artillerieregiment zu Pferd und kam zur Rheinarmee, in der Reihen er bis 1794 kämpfte und am 23. Januar 1793 zum Fourier sowie am 8. Juli 1794 zum Unteroffizier ernannt wurde. Anschließend nahm er bis 1797 an den Feldzügen der französischen Streitkräfte in den westlichen Pyrenäen und am Rhein teil und zeichnete sich hierbei in mehreren Gefechten so aus, dass er am 4. April 1795 zum Feldwebel und am 19. Mai 1796 zum zweiten Lieutenant aufrückte.
Im April/Mai 1798 schiffte sich Greiner in Toulon mit den für die Ägyptische Expedition bestimmten, unter dem Kommando Napoleons stehenden Streitkräften nach Ägypten ein und nahm an der Schlacht bei den Pyramiden (21. Juli 1798) sowie jenen bei Saint-Jean d’Acre und Abukir (1./2. August 1798) teil. Er wurde daraufhin u. a. am 18. Mai 1799 zum Oberleutnant befördert. Nach der Kapitulation von Alexandria kehrte er als Hauptmann (Capitaine) in seine Heimat zurück.
Mit dem Erlass vom 20. Februar 1802 wurde Greiner Adjutant bei der berittenen Artillerie in der Konsulargarde und diente von 1803 bis 1805 in dem an den Meeresküsten aufgestellten Heer. Zur Belohnung seiner Tapferkeit wurde er am 14. Juni 1804 in die Ehrenlegion aufgenommen. Zum Eskadron-Chef befördert focht er von 1805 bis 1807 in den Reihen der Grande Armée bei den in Österreich, Preußen und Polen ausgetragenen Gefechten mit. 1808 folgte er Napoleon auf die Iberische Halbinsel. Im nächsten Jahr nahm er am französischen Feldzug gegen Österreich teil und zeichnete sich in der Schlacht bei Wagram (5./6. Juli 1809) aus, verlor hierbei aber den rechten Arm. Am 9. Juli 1809 wurde er zum Offizier der Ehrenlegion ernannt und bekam am 15. August 1809 den Titel eines Reichsbarons verliehen. Auch erhielt er am 25. Januar 1810 das Kommando des Bataillons der École polytechnique.
In der Endphase der Napoleonischen Kriege wurde Greiner am 25. Januar 1814 vom Kaiser zum Kommandanten der zur Verteidigung der Barrieren von Paris organisierten Artilleriekompanien der École polytechnique ausersehen und am 26. März 1814 zum Oberbefehlshaber der Artillerie der Pariser Nationalgarde ernannt. Nach der Restauration der Bourbonen erhob ihn König Ludwig XVIII. am 14. September 1814 zum Ritter des Ordre royal et militaire de Saint-Louis sowie am 6. Januar 1815 zum Kommandeur der Ehrenlegion.  Während Napoleons kurzzeitiger Rückkehr und Herrschaft der Hundert Tage (März bis Juni 1815) befehligte er wieder die Artillerie der École polytechnique und der Nationalgarde.
Nach der zweiten Restauration Ludwigs XVIII. erhielt Greiner durch die Ordonnanz 6. Juli 1816 seine Pension. Am 31. August 1830 wurde er auf sein Verlangen von Louis-Philippe zum Platzkommandanten von Vincennes bestimmt. Diese Stelle versah er bis zum 20. April 1836, als er wegen seines vorgerückten Alters wieder in den Ruhestand versetzt wurde. Am 21. September 1838 starb er im Alter von 65 Jahren in Versailles.